# 白熊咖啡厅
《白熊咖啡厅》（日语：しろくまカフェ），是比嘉Aloha的漫画作品。

## 概要
該作品為於2006年獲得第22屆漫畫新人獎銀獎的比嘉Aloha的出道作品。最初小學館的「月刊Flowers」雜誌上連載至2013年5月號。在增刊號「凜花」上連載「白熊咖啡館 Espresso」。自2014年7月28日發售的《Cocohana》（集英社）9月號開始，續作《白熊咖啡館 today's special》連載中。
2011年7月16日至8月31日期間，該作品在大阪市心齋橋的日航大阪飯店舉辦了特展。此外，在前述特展之前的7月1日起，在同飯店的咖啡餐廳中還重現了作品中的咖啡廳。
電視動畫於2012年4月5日至2013年3月28日期間播映。但在2012年5月12日，比嘉Aloha在Twitter上宣布對於無法參與動畫化的不滿，並決定無限期休載原作。並揭示了在原作者和製作方之間未簽署正式合同的情況下計劃已經啟動，直到知識產權管理專家發出文件進行會議，編輯部全面承認錯誤並道歉。同時也透露了介入與動畫製作公司之間的編輯在未經比嘉Aloha確認的情況下推進的計劃。同年7月28日，通過Twitter報告了從9月號重新開始連載的消息。

## 劇情简介
在一个人类和动物共同和谐地相处的城市的一角，有家白熊（北极熊）经营的「白熊咖啡厅」。咖啡厅的客人从人类到动物，无所不有。其中的常客当属熊猫兄（大熊猫）以及企鹅先生（皇帝企鹅）。它们时常坐在吧台边，边喝咖啡边说着每天身边发生的新鲜事。故事就此围绕着喜欢打双关语冷笑话的白熊和熊猫以及负责吐槽的企鹅展开。

## 登场人物

### 主要角色
白熊
声 - 櫻井孝宏
白熊咖啡厅的店长，谈话时经常说一些冷笑话。平時固定穿著為藍色的方格紋圍領巾與黑色的圍裙。在雜誌專訪宣稱出生于加拿大的哈德森湾，在浮冰上被流水冲走，而和家人分开等等，實為唬人。性格成熟溫柔，很會照顧人。心靈手巧，擅長料理、手工藝。不過有著腹黑屬性（通常用於灰熊身上）。有另一個身分為嘻哈歌手「MC 469MA」（與白熊的日文同音）。
熊猫
声 - 福山潤
白熊咖啡厅的常客，居住在咖啡厅旁边的中國式「大熊猫」宅裡。通常去咖啡廳都會點一碗竹葉。單純、慵懶且有點自戀的性格，经常有幼稚的言行。在母親的催促下，在动物园找到一份兼职工作，每周只有两天。熱愛蒐集熊貓周邊產品。
动画版改动的比原作更加慵懶和自戀，并添加了与白熊初识的情节。
企鵝
声 - 神谷浩史
白熊咖啡厅的常客。种类为皇帝企鹅。通常比較理性，擔任吐槽白熊和熊貓的角色。喝酒後會發酒瘋。喜歡在麵包店工作的企子小姐，告白後卻發現事實上有7個企子小姐每天輪值，被迫與她們同時交往，常常為了分辨誰是誰而傷透腦筋。後來在白熊的咖啡廳分手，雖然後來在棕熊咖啡廳又對另外一名企鵝女服務生一見鍾情，但最後還是恢復單身狀態。
灰熊
声 - 中村悠一
从小就是白熊的玩伴。经营着一间酒吧「BAR THE GRIZZLY」，性格粗野，本質上是個老好人，相當照顧人，也頗有禮貌。是個急性子，總是被白熊牽著鼻子走，有時會不聽別人把話說完。

### 其他角色
笹子
声 - 遠藤綾
留著咖啡色中長髮，深藍色雙眼的少女。原本只是因應樹懶的要求，趁著白熊對應徵者面試的時間，將樹懶搬到白熊咖啡廳；結果一踏進咖啡廳，就被白熊聘雇為店裡的工讀生。自從來到白熊咖啡廳以後，開始養成配戴紅色頭巾的習慣，後透過白熊一夥的撮合，和半田成為情侶。
袋鼠
白熊咖啡厅的工作人员。負責管理白熊咖啡廳庭院裡的蔬果園。
駱馬
声 - 小野大輔
大熊猫在动物园的同事。樸實溫厚，喜歡吃草。在園內沒什麼存在感。常在工作結束回家的時候到咖啡廳去。會用背去搬東西（比如有一次替白熊顧店而用背端兩杯咖啡）
山魈
声 - 伊藤陽佑
大熊猫在动物园的同事，有著相當驚人的食量。常在工作結束回家的時候到咖啡廳去。在白熊咖啡廳面試的時候，便因為表明自己在吃的方面比較擅長，而沒能錄取工讀生的工作。
熊貓媽媽
声 - 森川智之
熊貓的媽媽，在家裡經常穿著一件粉紅色的連身衣，只要熊貓表現出懶散的態度，就會用手邊的吸塵器吸熊貓的身體，對於兒子慵懶的行徑傷透腦筋。
是偶像團體「山嵐（豪豬 ヤマアラシ）」的大粉絲，會與朋友去看演唱會。
熊貓妹妹
声 - 花澤香菜
熊貓的妹妹，名字是梅梅，兩耳各有一個粉紅色花環，曾與林林（林厘太郎）玩過追逐遊戲。喜歡半田先生，原因是半田體型和熊貓很像。
專職熊貓
声 - 小西克幸
大熊貓在動物園的同事，和大熊貓不同的地方，在於牠的毛色是黑色與些微的淺黃色。在動畫第44集的時候收到調職令，目前移民到新加坡。
獅子
声 - 井上和彦
商人，经常去灰熊的酒吧，因為要到世界各地所以很少出场。和老虎、狼是好友。
老虎
声 - 谷山纪章
和果子店的老板。经常去灰熊的酒吧，和狮子、狼是好友。
狼
声 - 杉田智和
经常去灰熊的酒吧，和狮子、老虎是好友。做麵包很有天分。曾经因为腰疼（？）而辞了以前的工作，在最失落的时候受到了老虎的鼓励。最后被城里著名的驢子麵包店录取。
樹懶
声 - 谷山紀章
因為想要定居在白熊咖啡廳的院子裡，請笹子將牠搬到白熊咖啡廳。結果初次和白熊碰面，就被白熊誤認為是前來應徵打工的對象而加以拒絕。
獾
声 - 宮田幸季
前來應徵工讀生職位的面試者之一，擅長挖洞。在面試時因為把負責大廳的工作與挖洞混淆（日文的挖洞與大廳讀音相同），而沒能錄取工讀生的工作。
象龜
声 - 近藤孝行
前來應徵工讀生職位的面試者之一，說話與動作都十分慢條斯理。白熊在面試時，詢問牠是否能負責為客人送料理，但由於行動速度不符合白熊的要求，加上後來詢問白熊是否能讓牠工作100年的發言，而沒能錄取工讀生的工作。
食蟻獸
声 - 藤原佑規
前來應徵工讀生職位的面試者之一，自稱擅長恐嚇，但牠所謂的「恐嚇方式」僅是站立起來並放聲吶喊，被白熊與企鵝當場吐槽「這樣就完了？」
树袋熊
声 - 近藤孝行
白熊咖啡廳的客人之一。
半田
声 - 羽多野渉
留著尖刺般的粗短髮，有著瞇眼的親切男子。動物園裡的熊貓飼養員。喜歡笹子，在白熊一伙的帮助下顺利与笹子交往。
林厘太郎
声 - 川島得愛
配戴粗框眼鏡的黑髮男子，經營動物園前面花店「フローリストRINRIN」，小名林林，非常喜歡熊貓。
雅紀
声 - 下野紘
留著土黃色頭髮，黑色眼睛的少年。因為在白熊咖啡廳裡喝到了跟以往的黑咖啡苦味不同味道的黑咖啡，於是跟著大師樹袋鼠學習如何烘培好喝的咖啡豆。
皇帝企鵝幼鳥
聲 - 野中藍
企鵝的姪子，外表可愛，天真無邪。喜歡電車遊戲。
國王企鵝幼鳥
聲 - 竹內順子
國王企鵝的兒子，其外表常令其他小孩感到害怕，性格較為沉默，其實純樸溫柔。和企鵝的姪子一見如故。
山嵐（ヤマアラシ，直譯為豪豬）
聲 - 宮野真守 (鬃豪豬)、近藤孝行 (北美豪豬)、伊藤陽佑 (巴西豪豬)、藤原祐規 (叢尾豪豬)
五隻豪豬組成的高人氣偶像團體，非常受女孩子們的歡迎。

## 出版書籍
北極熊Café
| 卷數 | 小學館         | 小學館                                            | 台灣東販       | 台灣東販                                    | 世界图书出版公司 | 世界图书出版公司                         |
| 卷數 | 發售日期       | ISBN                                              | 發售日期       | ISBN                                        | 發售日期         | ISBN                                     |
| ---- | -------------- | ------------------------------------------------- | -------------- | ------------------------------------------- | ---------------- | ---------------------------------------- |
| 1    | 2008年3月26日  | ヒガアロハ ISBN 978-4-09-167030-4                 | 2012年11月27日 | 北極熊Café ISBN 978-986-25-1904-2           | 2015年4月17      | 北极熊Café ISBN 978-7-5100-8833-9        |
| 2    | 2009年9月10日  | しろくまカフェ いちご味! ISBN 978-4-09-167038-0   | 2013年2月15日  | 北極熊Café 草莓味! ISBN 978-986-25-1964-6   | 2015年4月17      | 北极熊Café 草莓味 ISBN 978-7-5100-8834-6 |
| 3    | 2010年12月10日 | しろくまカフェ マンゴー味! ISBN 978-4-09-167046-5 | 2013年5月27日  | 北極熊Café 芒果味! ISBN 978-986-33-1051-8   | 2015年4月17      | 北极熊Café 芒果味 ISBN 978-7-5100-8835-3 |
| 4    | 2012年3月9日   | しろくまカフェ メロン味! ISBN 978-4-09-167052-6   | 2013年8月14日  | 北極熊Café 哈蜜瓜味! ISBN 978-986-33-1108-9 | 2015年4月17      | 北极熊Café 蜜瓜味 ISBN 978-7-5100-8836-0 |
| 5    | 2013年7月10日  | しろくまカフェ くるみ味! ISBN 978-4-09-167056-4   | 2014年6月24日  | 北極熊Café 核桃味! ISBN 978-986-33-1410-3   | 2015年4月17      | 北极熊Café 核桃味 ISBN 978-7-5100-8837-7 |

北極熊Café bis（愛藏版）
| 卷數 | 集英社        | 集英社                 |
| 卷數 | 發售日期      | ISBN                   |
| ---- | ------------- | ---------------------- |
| 1    | 2014年8月26日 | ISBN 978-4-08-782823-8 |
| 2    | 2014年8月26日 | ISBN 978-4-08-782824-5 |
| 3    | 2014年9月25日 | ISBN 978-4-08-782825-2 |
| 4    | 2014年9月25日 | ISBN 978-4-08-782826-9 |

北極熊Café today's special
| 卷數 | 集英社         | 集英社                 |
| 卷數 | 發售日期       | ISBN                   |
| ---- | -------------- | ---------------------- |
| 1    | 2015年11月25日 | ISBN 978-4-08-792011-6 |
| 2    | 2017年2月24日  | ISBN 978-4-08-792020-8 |
| 3    | 2019年5月24日  | ISBN 978-4-08-792045-1 |

## 电视动画
2012年4月5日开始在日本東京電視台播放，並授權中國大陸土豆网即日播出。

### 工作人员
- 原作 - 比嘉Aloha（小学館「月刊flowers」連載中）
- 監督 - 増原光幸
- 系列构成 - 細川徹
- 監修 - 小林常夫
- 人物设计 - 髙野綾
- 脚本 - 浅川美也、横手美智子、吉田玲子、浦畑達彦、世田八智
- 美術 - 上野秀行
- 色彩設計 - 西香代子
- 撮影 - 松本敦穗
- 編集 - 森田清次
- 音響監督 - 菊田浩巳
- 音楽 - 近藤研二
- 制片人 - 白石誠（東京電視台）、松井将司、飯泉朝一
- 动画制作 - Studio Pierrot
- 製作 - 白熊咖啡厅製作委員会

### 主題歌
片头曲1（Boku Ni Invitation）（第1話～第26話）
作詞 - 椎名慶治 / 作曲・歌 - JP
片头曲2「Rough & Laugh」（第27話～第38話）
作詞 - 原田郁子、ミト/ 作曲・編曲- ミト / 歌 - クラムボン（Clammbon）
片头曲3「You & Me」（第39話～第50話）
作詞 - Rie fu & 紗希/ 作編曲- 紗希 / 歌 - 紗希 & Rie fu
四月份片尾曲（第1話～第5話）「Bamboo☆Scramble」
作詞・作編曲 - 紗希 / 歌 - 大熊猫（福山潤）
五月份片尾曲（第6話～第9話）（灰熊先生的G★ROCK）
作詞・作編曲 - 紗希 / 歌 - 灰熊（中村悠一）
六月份片尾曲（第10話～第13話）
作詞・作編曲 - 紗希 / 歌 - 笹子（遠藤綾）
七月份片尾曲（第14話～第17話、第44話）
作詞・作編曲 - 紗希 / 歌 - 專職熊貓（小西克幸）
八月份片尾曲（第18話～第22話）
作詞・作編曲 - 紗希 / 歌 - 半田（羽多野涉）
九月份片尾曲（第23話～第26話）
作詞・作編曲 - 紗希 / 歌 - 企鵝（神谷浩史）
十月份片尾曲（第27話～第30話）
作詞・作編曲 - 紗希 / 歌 - 熊猫妈妈（森川智之）
十一月份片尾曲（第31話～第35話）
作詞・作編曲 - 紗希 / 歌 - 大羊駝（小野大輔）
十二月份片尾曲（第36話～第38話）
作詞・作編曲 - 紗希 / 歌 - 樹獺（谷山紀章）
一月份片尾曲（第39話～第42話）
作詞・作編曲 - 紗希 / 歌 - 熊猫妹妹（花澤香菜）
二月份片尾曲（第43話、第45話～第46話）
作詞・作編曲 - 紗希 / 歌 - 林林（川岛得爱）
三月份片尾曲（第47話～第50話）
作詞・作編曲 - 紗希 / 歌 - 白熊（櫻井孝宏）

### 插曲
１.生き残れ!シロクマ(於第26話-灰熊酒吧的同學會)
歌：MC469MA(CV:樱井孝宏)
2.ヤマアラシ☆トゥナイト!(於第31話-偶像山嵐)
歌：山嵐(CV:宫野真守・近藤孝行・藤原佑规・伊藤阳佑)

### 各話标题
| 話数   | 日文标题               | 中文標題                    | 脚本              | 分镜                | 演出                | 作画監督            |
| ------ | ---------------------- | --------------------------- | ----------------- | ------------------- | ------------------- | ------------------- |
| 第1話  |                        | 歡迎光臨白熊咖啡廳          | 細川徹            | 増原光幸            | 増原光幸            | 夘野一郎 高野綾     |
| 第1話  | 熊貓君的就職           |                             | 細川徹            | 増原光幸            | 増原光幸            | 夘野一郎 高野綾     |
| 第2話  |                        | 大家的咖啡廳                | 細川徹            | 宮崎なぎさ          | 宮崎なぎさ          | 山本佐和子          |
| 第2話  | 咖啡廳的賞花           |                             | 細川徹            | 宮崎なぎさ          | 宮崎なぎさ          | 山本佐和子          |
| 第3話  |                        | 白熊前往動物園              | 細川徹            | 田中智也            | 田中智也            | 菅野芳弘            |
| 第3話  | 熊貓君的煩惱           |                             | 細川徹            | 田中智也            | 田中智也            | 菅野芳弘            |
| 第4話  |                        | 迷上智慧型手機              | 浅川美也          | 島崎奈奈子          | 島崎奈奈子          | 窪詔之              |
| 第4話  |                        | 興奮的駕駛課                | 浅川美也          | 越田知明            | 越田知明            | 鈴木陽子            |
| 第5話  |                        | 熊貓君幹勁十足              | 橫手美智子        | 城所聖明            | 城所聖明            | 松崎正 田中比呂人   |
| 第5話  | 大家的聖代(parfait)    |                             | 橫手美智子        | 城所聖明            | 城所聖明            | 松崎正 田中比呂人   |
| 第6話  |                        | 熊貓君的減肥                | 世田八智          | 園田雅裕            | 園田雅裕            | 古賀誠              |
| 第6話  | 目標！狂野熊貓         |                             | 世田八智          | 園田雅裕            | 園田雅裕            | 古賀誠              |
| 第7話  |                        | 半田先生的改造計畫          | 吉田玲子          | 小坂春女            | 小坂春女            | 辻美也子 木下裕孝   |
| 第7話  | 相親相愛駕駛大作戰     |                             | 吉田玲子          | 小坂春女            | 小坂春女            | 辻美也子 木下裕孝   |
| 第8話  |                        | 雜誌採訪來了                | 橫手美智子        | 佐山聖子            | 中川聰              | 遠藤裕一 村谷貴志   |
| 第8話  | 鮭魚獵人-灰熊先生      |                             | 橫手美智子        | 佐山聖子            | 中川聰              | 遠藤裕一 村谷貴志   |
| 第9話  |                        | 林厘大感動！熊貓家！        | 浅川美也          | 岡村正弘            | 岡村正弘            | 奧野浩行            |
| 第9話  | 企鵝先生的告白         |                             | 浅川美也          | 岡村正弘            | 岡村正弘            | 奧野浩行            |
| 第10話 |                        | 半田先生的聯誼？            | 細川徹            | 宮崎なぎさ          | 宮崎なぎさ          | 山本佐和子          |
| 第10話 | 半田先生的聯誼！       |                             | 細川徹            | 宮崎なぎさ          | 宮崎なぎさ          | 山本佐和子          |
| 第11話 |                        | 企鵝先生的失戀              | 吉田玲子          | 島崎奈奈子 越田知明 | 島崎奈奈子 越田知明 | 鈴木陽子            |
| 第11話 | 熊貓君的夜遊           |                             | 吉田玲子          | 島崎奈奈子 越田知明 | 島崎奈奈子 越田知明 | 鈴木陽子            |
| 第12話 |                        | 熊貓君、為閒所困            | 世田八智          | 田中智也            | 田中智也            | 菅野芳弘 竹田欣弘   |
| 第12話 |                        | 熊貓的煩惱諮詢室            | 世田八智          | 猫賀大介            | 田中智也            | 菅野芳弘 竹田欣弘   |
| 第13話 |                        | 七夕裝飾                    | 浦畑達彥          | 斉藤哲人            | 小坂春女            | 夘野一郎            |
| 第13話 | 熊貓君的願望           |                             | 浦畑達彥          | 斉藤哲人            | 小坂春女            | 夘野一郎            |
| 第14話 |                        | 白熊君幹勁十足              | 横手美智子        | 阿部桃子            | 城所聖明            | 松崎正              |
| 第14話 |                        | 去海邊玩！                  | 横手美智子        | 高本宣弘            | 城所聖明            | 一居一平            |
| 第15話 |                        | 盛夏除草去                  | 細川徹            | 佐藤光              | 佐藤光              | 古賀誠              |
| 第15話 | 企鵝先生的羅曼史       |                             | 細川徹            | 佐藤光              | 佐藤光              | 古賀誠              |
| 第16話 |                        | 灰熊先生踏上旅程            | 淺川美也          | 阿部桃子            | 中川聰              | 木下裕孝            |
| 第16話 |                        | 陌生的店                    | 淺川美也          | 高本宣弘            | 中川聰              | 遠藤裕一            |
| 第17話 |                        | 去露營吧！                  | 吉田玲子          | 松林唯人            | 松林唯人            | 福井麻記            |
| 第17話 |                        | 高中女學生和林厘            | 細川徹            | 松林唯人            | 松林唯人            | 渡部裕子            |
| 第18話 |                        | 咖啡廳的怪談                | 細川徹            | 佐山聖子            | 藤本次朗            | 奥野浩行            |
| 第18話 | 熊貓君離家出走         |                             | 細川徹            | 佐山聖子            | 藤本次朗            | 奥野浩行            |
| 第19話 |                        | 企鵝也種類繁多哦            | 世田八智          | 宮崎なぎさ          | 宮崎なぎさ          | 夘野一郎            |
| 第19話 |                        | 烘焙是什麽！？              | 世田八智          | 宮崎なぎさ          | 宮崎なぎさ          | 山本佐和子          |
| 第20話 |                        | 嚮往的一個人生活            | 横手美智子        | 池添隆博            | 池添隆博            | 永作友克            |
| 第20話 | 夏日祭典               |                             | 横手美智子        | 池添隆博            | 池添隆博            | 永作友克            |
| 第21話 |                        | 熊貓君不再是熊貓            | 吉田玲子          | 田中智也            | 田中智也            | 菅野芳弘 竹田欣弘   |
| 第21話 | 梅梅的王子殿下         |                             | 吉田玲子          | 田中智也            | 田中智也            | 菅野芳弘 竹田欣弘   |
| 第22話 |                        | 營業企鵝                    | 細川徹            | 城所聖明            | 城所聖明            | 鈴木陽子            |
| 第22話 | 企鵝先生的野餐         |                             | 細川徹            | 城所聖明            | 城所聖明            | 鈴木陽子            |
| 第23話 |                        | 半田先生的諮詢              | 橫手美智子        | 中川聰              | 中川聰              | 佐藤多惠子 木下裕孝 |
| 第23話 | 熊貓媽媽的日常         |                             | 橫手美智子        | 中川聰              | 中川聰              | 佐藤多惠子 木下裕孝 |
| 第24話 |                        | 熊貓君當弟子                | 細川徹            | 佐藤光              | 佐藤光              | 古賀誠              |
| 第24話 |                        | 全是動物的運動會            | 細川徹            | 高本宣弘            | 佐藤光              | 古賀誠              |
| 第25話 |                        | 企鵝先生的興趣              | 浦畑達彥          | 島崎奈奈子 越田知明 | 島崎奈奈子 越田知明 | 松崎正 村谷貴志     |
| 第25話 | 二人的少年時代         |                             | 浦畑達彥          | 島崎奈奈子 越田知明 | 島崎奈奈子 越田知明 | 松崎正 村谷貴志     |
| 第26話 |                        | 新的熊貓                    | 細川徹            | 高本宣弘            | 高本宣弘            | 一居一平            |
| 第26話 | 灰熊酒吧的同學會       |                             | 細川徹            | 高本宣弘            | 高本宣弘            | 一居一平            |
| 第27話 |                        | 動物業餘棒球 前篇・後篇     | 世田八智          | 佐山聖子            | 田中智也            | 菅野芳弘            |
| 第27話 |                        | 什麼是jacu coffee(雀屎咖啡) | 世田八智          | 佐山聖子            | 田中智也            | 竹田欣弘            |
| 第28話 |                        | 熊貓君的歉意                | 細川徹            | 阿部桃子            | 藤本次朗            | 奧野浩行            |
| 第28話 | 林厘被邀請了           |                             | 細川徹            | 阿部桃子            | 藤本次朗            | 奧野浩行            |
| 第29話 |                        | 熊貓君的新兼職              | 浅川美也          | 宮崎なぎさ          | 宮崎なぎさ          | 山本佐和子          |
| 第29話 |                        | 飛翔的企鵝先生              | 吉田玲子          | 宮崎なぎさ          | 宮崎なぎさ          | 山本佐和子          |
| 第30話 |                        | 萬聖節                      | 橫手美智子        | 阿部桃子 中川聰     | 中川聰              | 夘野一郎 木下裕孝   |
| 第30話 | 大羊駝日               |                             | 橫手美智子        | 阿部桃子 中川聰     | 中川聰              | 夘野一郎 木下裕孝   |
| 第31話 |                        | 企鵝先生的修羅場            | 淺川美也          | 松林唯人            | 上坪亮樹            | 北野幸廣            |
| 第31話 |                        | 偶像山嵐                    | 吉田玲子          | 松林唯人            | 上坪亮樹            | 古賀誠              |
| 第32話 |                        | 咖啡庭院                    | 細川徹            | 佐山聖子            | 佐山聖子            | 鈴木陽子            |
| 第32話 |                        | 營業企鵝的營業              | 細川徹            | 佐山聖子            | 佐山聖子            | 辻美也子            |
| 第33話 |                        | 熊貓園競賽                  | 世田八智          | 田中智也            | 田中智也            | 竹田欣弘            |
| 第33話 | 焙煎士雅紀／熊貓園企劃 |                             | 世田八智          | 田中智也            | 田中智也            | 竹田欣弘            |
| 第34話 |                        | 狼君的轉職                  | 細川徹            | 池添隆博            | 池添隆博            | 渡邊淳一            |
| 第34話 | 企鵝先生的新戀情       |                             | 細川徹            | 池添隆博            | 池添隆博            | 渡邊淳一            |
| 第35話 |                        | 工作的樹懶                  | 吉田玲子          | 島崎奈奈子          | 島崎奈奈子          | 松崎正              |
| 第35話 |                        | 半田先生的禮物              | 吉田玲子          | 越田知明            | 越田知明            | 辻美也子            |
| 第36話 |                        | 灰熊君的冬眠準備            | 細川徹            | 佐山聖子            | 藤本次朗            | 奧野浩行            |
| 第36話 | 灰熊君的冬眠           |                             | 細川徹            | 佐山聖子            | 藤本次朗            | 奧野浩行            |
| 第37話 |                        | 聖誕節計畫                  | 横手美智子        | 宮崎なぎさ          | 宮崎なぎさ          | 山本佐和子          |
| 第37話 | 聖誕節騷動             |                             | 横手美智子        | 宮崎なぎさ          | 宮崎なぎさ          | 山本佐和子          |
| 第38話 |                        | 咖啡廳的大掃除              | 世田八智          | 林明偉              | 林明偉              | 竹田欣弘            |
| 第38話 |                        | 為了誰敲的鐘                | 世田八智          | 增原光幸            | 林明偉              | 竹田欣弘            |
| 第39話 |                        | 動物表演大會                | 細川徹            | 高本宣弘            | 佐藤光              | 北野幸廣            |
| 第39話 |                        | 新年的客人                  | 細川徹            | 佐藤光              | 佐藤光              | 北野幸廣            |
| 第40話 |                        | 吊床的海                    | 浦畑達彥          | 高本宣弘            | 高本宣弘            | 一居一平            |
| 第40話 |                        | 熊貓媽媽的花園              | 浦畑達彥          | 高本宣弘            | 高本宣弘            | 村谷貴志            |
| 第41話 |                        | 大家的節分                  | 吉田玲子          | 高本宣弘            | 中川聰              | 鈴木陽子            |
| 第41話 |                        | 午後的咖啡廳                | 吉田玲子          | 城所聖明            | 中川聰              | 鈴木陽子            |
| 第42話 |                        | 白熊君的失眠症              | 横手美智子        | 島崎奈奈子          | 島崎奈奈子          | 木下裕孝 夘野一郎   |
| 第42話 |                        | 灰熊的初戀                  | 横手美智子        | 越田知明            | 越田知明            | 木下裕孝 夘野一郎   |
| 第43話 |                        | 冷笑話咖啡廳                | 細川徹 横手美智子 | 城所聖明            | 藤本次朗            | 奧野浩行            |
| 第43話 |                        | 咖啡美味的秘密              | 細川徹 横手美智子 | 佐山聖子            | 藤本次朗            | 奧野浩行            |
| 第43話 |                        | 專職熊貓和大羊駝先生和林林  | 細川徹 横手美智子 | 金森陽子            | 藤本次朗            | 奧野浩行            |
| 第44話 |                        | 往常的動物園                | 細川徹            | 增原光幸            | 城所聖明            | 村谷貴志            |
| 第44話 |                        | 下雨的動物園                | 細川徹            | 增原光幸            | 城所聖明            | 一居一平            |
| 第45話 |                        | 林林與梅梅的心跳加速大作戰  | 浅川美也          | 佐山聖子            | 佐山聖子            | 辻美也子            |
| 第45話 |                        | 釣公魚                      | 浅川美也          | 佐山聖子            | 佐山聖子            | 松崎正              |
| 第46話 |                        | 女兒節                      | 浦畑達彦          | 高本宣弘            | 林明偉              | 小山知洋            |
| 第46話 |                        | 獸醫                        | 浦畑達彦          | 林明偉              | 林明偉              | 竹田欣弘            |
| 第47話 |                        | 南極戰隊企鵝連者            | 世田八智          | 池添隆博            | 池添隆博            | 渡邊淳一            |
| 第47話 | 再談什麼是烘焙！？     |                             | 世田八智          | 池添隆博            | 池添隆博            | 渡邊淳一            |
| 第48話 |                        | 樹懶的旅行                  | 細川徹            | 宮崎なぎさ          | 宮崎なぎさ          | 楠本祐子            |
| 第48話 |                        | 變成人偶啦!／白色情人節     | 細川徹            | 宮崎なぎさ          | 宮崎なぎさ          | 鈴木陽子            |
| 第49話 |                        | 與灰熊的再會                | 世田八智          | 佐藤光              | 中川聰              | 古賀誠              |
| 第49話 |                        | 駱馬的時空膠囊              | 世田八智          | 中川聰              | 中川聰              | 增永麗              |
| 第50話 |                        | 企鵝的秘密                  | 細川徹            | 城所聖明            | 城所聖明            | 夘野一郎            |
| 第50話 |                        | 春天的賞花                  | 細川徹            | 増原光幸            | 増原光幸            | 高野綾              |

### 播放电视台
| 放送地域       | 放送局       | 放送期間                     | 放送日時                 | 放送系列   |
| -------------- | ------------ | ---------------------------- | ------------------------ | ---------- |
| 关东广域圏     | 東京電視台   | 2012年4月5日 - 2013年3月28日 | 星期四 17:30 - 18:00     | 东京电视网 |
| 北海道         | TV北海道     | 2012年4月5日 - 2013年3月28日 | 星期四 17:30 - 18:00     | 东京电视网 |
| 愛知縣         | 愛知電視台   | 2012年4月5日 - 2013年3月28日 | 星期四 17:30 - 18:00     | 东京电视网 |
| 大阪府         | 大阪電視台   | 2012年4月5日 - 2013年3月28日 | 星期四 17:30 - 18:00     | 东京电视网 |
| 岡山縣・香川縣 | 瀨戶內電視台 | 2012年4月5日 - 2013年3月28日 | 星期四 17:30 - 18:00     | 东京电视网 |
| 福岡縣         | TVQ九州放送  | 2012年4月5日 - 2013年3月28日 | 星期四 17:30 - 18:00     | 东京电视网 |
| 臺灣           | 緯來日本台   | 2013年1月21日 - 2月6日       | 週一至週五 18:00 - 19:00 | 緯來電視網 |